# Emalahleni
Emalahleni est une municipalité locale située dans le district de Chris Hani, dans la province du Cap oriental, en Afrique du Sud. En 2011, sa population est de 119 460 habitants.

## Source
- (en) Cet article est partiellement ou en totalité issu de l’article de Wikipédia en anglais intitulé « Emalahleni Local Municipality, Eastern Cape » (voir la liste des auteurs).